# Gunnar Samuelsson
Gunnar Samuelsson (n. 2 mai 1927, Q10561939⁠(d), Comitatul Dalarna, Suedia – d. 4 noiembrie 2007, Q10561936⁠(d), Comitatul Dalarna, Suedia) a fost un schior de fond ce a reprezentat Suedia, medaliat olimpic. A participat la o ediție a Jocurilor Olimpice (1956) în care a câștigat o medalie de bronz.

## Participări
Lista de mai jos prezintă principalele competiții la care a participat Gunnar Samuelsson de-a lungul carierei.
- cross-country skiing at the 1956 Winter Olympics – men's 4 × 10 kilometre relay[*][3]